# Cinema erótico
O cinema erótico é um género de cinema semelhante ao pornográfico. A única diferença que os distingue e faz com que sejam denominados de maneira diferente é o fato de no cinema erótico haver uma história mais bem constituída, ou seja, não ser apenas um pretexto para começar o que realmente o filme quer divulgar, como no caso do cinema pornográfico. Também é chamado formalmente de cinema de sexo implícito.

## Formas de abordar assuntos ligados aos atos sexuais
Além disso, no cinema erótico existe, tal como no pornográfico, o culto ao corpo e ao sexo, mas de uma forma mais "suave", onde apenas se induz a situações que o espectador pode deduzir, ou seja, induz as pessoas a pensarem em sexo, mas sem mostrar pessoas completamente nuas ou a efectuarem o acto sexual. Isso significa que no cinema erótico há o sexo mostrado indirectamente, enquanto que no cinema pornográfico é mostrado de uma forma directa. O cinema erótico é considerado também para muitas pessoas a verdadeira arte deste género, ou seja, consideram o género erótico como sendo único género existente com estas características, considerando também o pornográfico com sendo o lado obscuro do cinema erótico.